# 胶囊 (电影)
胶囊是一部马来西亚历史科幻片，讲述该国前首相马哈迪·莫哈末所埋的2020年宏愿时光胶囊被主角Zohri Ibrahim盗走，并在启动了胶囊后回到过去的故事。该电影于2015年9月17日上映。
作为电影代表人物的马哈迪也客串了“首相”的角色。

## 故事情节
故事情节以2003年时任马来西亚首相马哈迪·莫哈末在布城纪念碑（Monumen）所埋的2020年先进国宏愿时间胶囊为蓝本。

## 票房
《胶囊》于2015年9月17日正式上映。该电影在上映12天后共获得9万6900令吉的票房。

## 评价
马哈迪·莫哈末对《胶囊》赞许有加，并表示该电影带出了爱国元素。

## 荣誉
2016年，《胶囊》在第28届马来西亚电影节获得了“最佳特殊视觉效果”（Kesan Visual Khas Terbaik）的荣誉。